# Marsdenia bliriensis
Marsdenia bliriensis är en oleanderväxtart som beskrevs av P.I. Forster. Marsdenia bliriensis ingår i släktet Marsdenia och familjen oleanderväxter. Inga underarter finns listade i Catalogue of Life.